# Fazos
Fazos — завод гірничого машинобудування в Польщі.
Спеціалізується на виготовленні механізованих кріплень — пропонує поставку повністю механізованих ком-плектних лавокомплексів для видобувної промисловості і виробництво, у тому числі: механізованих кріплень висотою від 0,46 до 6 м, кріплення розгалуження і сполучення, гідроциліндрів діаметром 50-410 мм, гідравлічних підйомників, елементів гідросистеми: у тому числі клапанів швидкого розвантаження, металоконструкцій, розробку проектів, що сприяють покращенню довкілля.
Адреса: 42-600, Польща, Тарновські Гури, вул. Загурска, 167